# Всеволод Глебович (князь изяславский)
Всеволод Глебович (умер после 1159) — князь изяславский до 1159 года, князь стрежевский в 1159 году, сын минского князя Глеба Всеславича и волынской княжны Анастасии Ярополковны. 

## Биография.

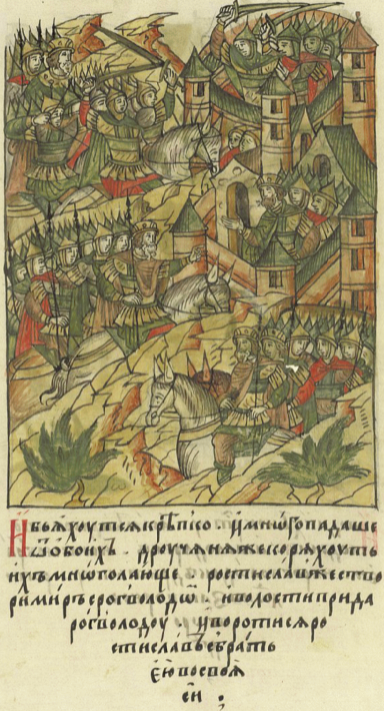
Ростислав, Всеволод, Володарь, Изяслав Глебовичи и сын Ростислава Глеб едут осаждают Друцк; Ростислав и Глеб заключают мир. Миниатюра в Лицевом Летописном своде, XVI век

Сын Минского князя Глеба Всеславича. Упоминается в Ипатьевской летописи единственный раз — под 1159 годом. Согласно летописи, Всеволод ходил вместе с братьями Ростиславом и Володарём против друцкого князя Рогволода Борисовича. Рогволод Борисович, ставший вскоре полоцким князем, с полками полоцкими, смоленскими, новгородскими и псковскими осадил Изяславль. Всеволод, как говорит летописец, был прежде большим приятелем Рогволда и потому, понадеявшись на старую дружбу, поехал в стан к Рогволоду и поклонился ему. Рогволод принял его хорошо, но не отдал назад Изяславля, который следовал как отчина Брячиславу Васильковичу, а дал вместо того Стрежев.